# Die neue Frau
Die neue Frau ist eine wöchentlich erscheinende deutsche Frauenzeitschrift. Sie erscheint seit 1999 in der Speyerer Mediengruppe Klambt. Sitz der Redaktion ist Baden-Baden.

## Profil
Die neue Frau wird dem „Markt der unterhaltenden Frauenzeitschriften“ zugerechnet und berichtet wie andere Titel der Regenbogenpresse vornehmlich über europäische Adelshäuser und andere Prominente; weitere Themen sind Mode, Kosmetik, Gesundheit, Ernährung, Reise und Astrologie. Zudem werden Liebes- und Kriminalromane als Fortsetzungsgeschichten sowie Rätsel abgedruckt. Die Zielgruppe der Zeitschrift sind Frauen ab 35 Jahren.
Laut IVW 4/2024 erreichte das Blatt eine verbreitete Auflage von 61.407 Exemplaren. Davon wurden im Schnitt 60.122 Hefte verkauft, fast alle im Einzelverkauf. Nur ein kleiner Bruchteil wurde über Abonnements oder Lesezirkel verbreitet. Der Heftpreis beträgt im Handel 0,99 Euro.

## Gerichtsprozesse
Im September 2004 titelte das Blatt mit der Behauptung, Victoria von Schweden habe von ihrem Vater eine Insel als „Liebesnest“ geschenkt bekommen. Nach einer Klage der Prinzessin vor dem Landgericht Frankenthal einigte sich der Verlag mit dem Klägeranwalt auf den Abdruck einer Gegendarstellung auf der Titelseite. Das ebenfalls zur Mediengruppe Klambt gehörende Blatt Woche der Frau hatte drei Wochen darauf von einer angeblich bevorstehenden Liebeshochzeit der Prinzessin mit Prinz Nikolaos von Griechenland berichtet. Auch die Woche der Frau dementierte nach dem Vergleich auf der Titelseite.
Am 24. November jenes Jahres kündigte das schwedische Königshaus eine weitere Klage gegen die Mediengruppe Klambt an. Es geht um nicht weniger als 500 Titelbilder und 1.558 Einzelforderungen; ein Gutteil der inkriminierten Berichterstattung erschien in Die neue Frau. Schwedische Medien berichteten, insgesamt fordere das Königshaus eine Schadensersatzsumme von 4,4 Mio. Euro.
Im März 2005 kündigte das schwedische Königshaus eine weitere Klage gegen die Verlagsgruppe Klambt an.